# یواس‌اس ال‌اس‌ام-۱۷
یواس‌اس ال‌اس‌ام-۱۷ (به انگلیسی: USS LSM-17) یک کشتی است که طول آن ۲۰۳ فوت ۶ اینچ (۶۲٫۰۳ متر) می‌باشد. این کشتی در سال ۱۹۴۴ ساخته شد.